# Ptinus tuberculatus
Ptinus tuberculatus là một loài bọ cánh cứng trong họ Ptinidae. Loài này được Blatchley miêu tả khoa học năm 1920.